# TSV Wulsdorf
Die Turn und Sportvereinigung Wulsdorf von 1861 e. V. ist ein Sportverein aus dem Bremerhavener Stadtteil Wulsdorf.

## Geschichte
Der Verein geht auf den 1861 gegründeten TV Wulsdorf zurück, der sich später in SV Wulsdorf umbenannte. Dieser fusionierte am 29. April 1939 zwangsweise mit dem VfL Wulsdorf zur TSV Wulsdorf. Der VfL Wulsdorf war der Nachfolgeverein des 1933 verbotenen Arbeiter-TuS Wulsdorf.

### Frauenfußball
Die Fußballerinnen der TSV Wulsdorf gehörten in den 1970er und den frühen 1980er Jahren zu den spielstärksten Mannschaften des Bremer Fußballs. Zwischen 1975 und 1982 nahmen sie acht Mal an der Endrunde um die deutsche Meisterschaft teil. Allerdings schied die Mannschaft immer in der ersten Runde aus. Am knappsten scheiterten die Wulsdorferinnen 1975, als sie sich nach Hin- und Rückspiel dem Wiker SV zusammengerechnet mit 3:4 geschlagen geben mussten. Fünf Jahre später musste die Mannschaft sich im Rückspiel der Frauen-Fußballmeisterschaft 1980 beim SC 07 Bad Neuenahr mit 0:11 geschlagen geben.
Anschließend verlor der Verein die Führungsposition im Bremer Frauenfußball und verpasste 1986 die neu eingeführte Oberliga Nord. Die TSV-Frauen kamen nie mehr über lokale Ligen hinaus und treten aktuell in der fünftklassigen Landesliga an.

### Männerfußball
Die als „Löwen von der Ahnthöhe“ bekannt gewordenen Fußballer der TSV stiegen 1949 in die damals zweitklassige Landesliga Bremen auf und erreichten in der Aufstiegssaison den dritten Platz hinter dem Blumenthaler SV und Bremen 1860. 1955 konnte dieser Erfolg wiederholt werden. Ein Jahr zuvor konnte die Mannschaft durch einen 2:1-Sieg nach Verlängerung über die SG Aumund-Vegesack den Bremer Pokal gewinnen. 1966 stieg die Mannschaft nach einer Entscheidungsspielniederlage gegen Sparta Bremerhaven ab und kehrte auf Anhieb ins Bremer Oberhaus zurück. Auch nach dem zweiten Abstieg 1969 gelang der sofortige Wiederaufstieg.
Viele Jahre spielte der TSV zumeist im Mittelfeld der ab 1978 Verbandsliga genannten höchsten Spielklasse, ehe 1983 erstmals der Abstieg in die Bezirksliga erfolgte. Während der 1980er-Jahre wurden die Wulsdorfer zu einer Fahrstuhlmannschaft zwischen Landesliga Bremen und Bezirksliga und erreichten 1994 erneut die Verbandsliga. 2000 stieg die TSV aus dieser ab und wurde in die Bezirksliga durchgereicht. Zwei Aufstiege in Folge brachten die Mannschaft 2007 zurück in die Verbandsliga, die 2008 in Bremen-Liga umbenannt wurde. Im Verlauf der Bremen-Liga Saison 2012/13 zogen die Wulsdorfer ihre Mannschaft nach der Winterpause vom laufenden Spielbetrieb zurück.

### Eishockey
Nach dem Rückzug des EHC Bremerhaven 1987 wechselte ein Großteil der Spieler dieses Vereins zur Eishockeyabteilung des TSV Wulsdorf. Zwischen 1988 und 1995 spielte die Seniorenmannschaft in niedrigeren Ligen.
Spielzeiten:
| 1988/89 | nur Freundschaftsspiele  | nur Freundschaftsspiele                                  |
| 1989/90 | Landesliga Niedersachsen | Meister                                                  |
| 1990/91 | Niedersachsenliga        |                                                          |
| 1991/92 | Niedersachsenliga        |                                                          |
| 1992/93 | Niedersachsenliga        | Meister, Teilnahme an der Qualifikation zur Verbandsliga |
| 1993/94 | Niedersachsenliga        |                                                          |
| 1994/95 | Regionalliga Nord        | 10. von 10, Spielbetrieb eingestellt                     |